# Nikolaus Wilhelm Schröder
Nikolaus Wilhelm Schröder (* 22. August 1721 in Marburg; † 30. Mai 1798 in Groningen) war ein deutscher Orientalist und Bibliothekar.

## Leben
Der Sohn des Marburger Professors Johann Joachim Schröder, hatte vom Vater die elementaren Grundlagen der Sprachen und philosophischen Wissenschaften vermittelt bekommen. So angeleitet begann er 1730 frühzeitig am Vorlesebetrieb der Universität Marburg teilzunehmen, hierbei erteilte er auch seinem jüngeren Bruder Johann Wilhelm Schröder entsprechenden Unterricht. Dabei übten vor allem Johann Adolph Hartmann (1680–1744) und Christian Wolff an der philosophischen Fakultät, sowie Johann Sigmund Kirchmeier und Franz Ulrich Ries an der theologischen Fakultät, einen prägenden Einfluss auf den jungen Schröder aus.
1739 unternahm er eine Reise nach Sachsen, wo er sich besonders an der Universität Leipzig aufhielt. Während dieser Reise hatte er sich Kopien der orientalischen Handschriften angefertigt, die er fand. Er hatte die Absicht gehegt diese Sammlung zu veröffentlichen. Nach Marburg zurückgekehrt, erwarb er sich 1743 den akademischen Grad eines Magisters, hielt dann Privatvorlesungen über orientalische Sprachen und Kirchengeschichte und wurde im selben Jahr außerordentlicher Professor der orientalischen Sprachen. Als solcher bereiste er Holland, wo er sich besonders an der Universität Leiden bei dem bedeutenden Orientalisten Albert Schultens aufhielt, dessen Schwiegersohn er wurde.
Zurückgekehrt nach Marburg setzte er seinen Vorlesebetrieb fort, bis er 1748 einem Ruf als ordentlicher Professor der morgenländischen und griechischen Sprache an die Universität Groningen folgte. Als 1752 Johannes Daniël van Lennep die Professur der griechischen und lateinischen Sprache übertragen wurde, verzichtete Schröder auf seine Professur und erhielt die Professur der hebräischen Altertümer, womit er Universitätsbibliothekar und Inspektor der Lateinschulen in Groningen wurde, was er bis zu seinem Lebensende blieb.
Schröder war ein ausgezeichneter Kenner der orientalischen Sprachen und ihrer Literatur. Dabei lag sein Fachgebiet vor allem im Arabischen und persischen Raum, wo er sich als Übersetzer einiger Werke einen Namen erwarb. Zudem stellte er antiquarische Forschungen an und lieferte den Grundriss zu einem größeren kirchengeschichtlichen Werk, welches jedoch unveröffentlicht blieb.

## Werke
- Quatuor prima capita Geneseos, turcice et latine, ex gemino Pentateuchi Mosaici Mss. Codice Turcico eruit, latine vertit, notulasque adspersit. Leipzig 1739 online.
- Diss. inaug. de libertate Dei. Marburg 1743.
- Programma academicum de antiqua linguae arabicae origine; et hino fluente intima ejus cum Ebraea consanguinitate. Marburg 1743.
- Commentarius philologico-criticus de vestitu mulierum Hebraeorum, ad Jes. 3, 16 — 24, quo vocabulorum abstrusissimorum tenebras ad facem dialectorum discutere conatus est; praemissa praefatione Alberti Schultens. Leiden 1745, 1776.
- Oratio de causis defectuum, quibus hodierna linguae Hebraeae cognitio laborat, optimaque eas tollendi ratione. Leiden 1745.
- Diss. da prima cultus divini publici institutione ad Genes. 4, 26. Leiden 1745.
- Diss de tabarnaculi Molochi et Stella Dei Remphan, ad Lucae Actor. 7, 43. Leiden 1745.
- Diss. de Eutichianismo et variis ejus sectis. Leiden 1746.
- Diss. de Moabitide ecclesiae hospitio, ad Jes. 16, 3- 5. Leiden 1747.
- Satura thesium philologicarum. Leiden 1747.
- Oratio da fundamentis, quibus solida linguae Hebraeae cognitto superstruenda. Groningen 1743.
- Diss. de confusione sermonis Babelica. Groningen 1752.
- Diss. de voto Jephtae. Groningen 1753.
- Diss. philol. II Observationes de origine vocum quaruadam Hebraearum. Groningen 1755. 1756.
- Diss. ad selecta Sacrae Scripturae loca. Groningen 1757.
- Diss. de authentia quorundam Cetibbim. Groningen 1757.
- Observationes selectae ad origines Hebraeas. Groningen 1762.
- Diss. philologica exhibens Specimen observationum ad quaedam Veteris Testamenti loca. Groningen 1764.
- Institutiones ad fundamenta linguae Hebraicae. Groningen 1766. 8. Band II. Groningen 1775. 8. Band III. Frankfurt (Ulm) 1778, Band IV emendata. Ulm 1785, Band V aucta et emendata. Ulm 1792.
- Diss. philologica ad canticum Chabacuci, quod continetur Cap. III. Groningen 1781.
- Institutiones ad fundamenta Chaldaismi biblici brevissime concinuatae, sive Appendix ad Fundamenta linguae Hebraicao a cel. Schraedero edita. Ulm 1787.
- Oratio de causis Criticae, quae in sacro Veteris Testamenti codice exercitur, contemtae antehac et neglectae, nunc autem in pretio habitae, diligenterque excultae. Ulm 1787.